# Calling Dr. Love
Calling Dr. Love è un brano musicale del gruppo hard rock statunitense Kiss, pubblicato nel 1976 all'interno dell'album Rock and Roll Over e poi come secondo singolo tratto da esso nel 1977, raggiungendo la sedicesima posizione in America. Scritta e cantata dal bassista e cantante Gene Simmons, è diventata uno dei classici della band, che l'ha suonata spesso a partire dal Love Gun Tour. La canzone compare nei live Alive II e KISS Symphony: Alive IV, oltre che in varie raccolte. È inoltre presente nel videogioco Rock Band.

## Tracce
- Lato A: Calling Dr. Love
- Lato B: Take Me

## Formazione
- Gene Simmons - basso, voce
- Paul Stanley - chitarra ritmica
- Peter Criss - batteria
- Ace Frehley - chitarra solista